# All-Ireland Senior Football Championship 1927
L'All-Ireland Senior Football Championship 1927 fu l'edizione numero 41 del principale torneo di calcio gaelico irlandese. Kildare batté in finale Kerry ottenendo il terzo trionfo della sua storia.

## Semifinali
| Tuam 28 agosto 1927 | Kerry | 0-04 – 0-02 | Leitrim |  |

| Drogheda 28 agosto 1927 | Kildare | 1-07 – 0-02 | Monaghan |  |

### Finale
| Dublino 25 settembre 1927 | Kildare | 0-05 – 0-03 | Kerry | Croke Park (36529 spett.) |